# Otto Toeplitz
Otto Toeplitz, född 1 augusti 1881 i Breslau, Schlesien, död 15 februari 1940 Jerusalem, Palestina (nuvarande Israel), var en tyskfödd matematiker och blev 1935 som jude fråntagen sin professur i Bonn. Han har gett namn åt Toeplitzmatrisen.

## Biografi
Toeplitz föddes i en judisk familj av matematiker. Både hans far och farfar var gymnasielärare i matematik och publicerade artiklar i matematik. Toeplitz växte upp i Breslau och tog examen vid gymnasiet där. Han studerade sedan matematik vid universitetet i Breslau och doktorerade i algebraisk geometri 1905. 

## Karriär och vetenskapligt arbete
År 1906 började Toeplitz arbeta vid universitetet i Göttingen, som då var världens ledande matematiska centrum, och han stannade där i sju år. På matematikfakulteten fanns David Hilbert, Felix Klein och Hermann Minkowski. Toeplitz gick med i en grupp ungdomar, Max Born, Richard Courant och Ernst Hellinger, som arbetade med Hilbert och med vilka han samarbetade i många år efteråt. Vid den tiden började Toeplitz omarbeta teorin om linjära funktionaler och kvadratiska former på n-dimensionella utrymmen för oändliga dimensionella utrymmen. Han skrev fem artiklar direkt relaterade till spektralteori om operatorer som Hilbert utvecklade. Under denna period publicerade han också en artikel om summeringsprocesser och upptäckte de grundläggande idéerna hos det som nu kallas Toeplitz-operatörerna. År 1913 blev Toeplitz extra ordinarie professor vid Kiels universitet. Han befordrades till professor 1920.
År 1911 började Toeplitz arbeta med frågan om det inskrivna fyrkantiga problemet, det vill säga: Innehåller varje Jordankurva en inskriven kvadrat? Detta har fastställts för konvexa kurvor och släta kurvor, men frågan är fortfarande öppen vad som gäller generellt (2007).
Tillsammans med Hans Rademacher skrev han en klassiker om populär matematik, Von Zahlen und Figuren, som först publicerades 1930 och senare översattes till engelska som Enjoyment of mathematics.
Toeplitz var djupt intresserad av matematikens historia. År 1929 grundade han "Quellen und Studien zur Geschichte der Mathematik" tillsammans med Otto Neugebauer och Julius Stenzel. Från och med 1920-talet förespråkade Toeplitz en "genetisk metod" i matematikundervisningen, som han tillämpade när han skrev boken Entwicklung der Infinitesimalrechnung. Boken introducerar ämnet genom att ge en idealiserad historisk berättelse för att motivera begreppen och visa hur de utvecklats från klassiska problem i grekisk matematik. Den lämnades oavslutad, redigerad av Gottfried Köthe och postumt publicerad på tyska 1946 (engelsk översättning: 1963).
År 1928 efterträdde Toeplitz Eduard Study vid Bonns universitet. År 1933 trädde lagen om offentlig tjänst i kraft och professorer av judiskt ursprung avlägsnades från undervisningen. Inledningsvis kunde Toeplitz behålla sin position på grund av ett undantag för dem som hade utsetts före 1914, men han avskedades ändå 1935. År 1939 emigrerade han till Palestina, där han var vetenskaplig rådgivare till rektorn för hebreiska universitetet i Jerusalem. Han dog i Jerusalem av tuberkulos ett år senare.